# 15 Maggio (città)
15 Maggio (in arabo مدينة 15 مايو‎?), o anche Città del 15 Maggio, è una città dell'Helwan orientale, in Egitto, e fa parte della Grande Cairo. È stata fondata nel 1978 e si trova a sud del delta del Nilo e ad est del centro di Helwan. Venne costruita per risolvere il problema degli alloggi insufficienti nella capitale e fa parte della prima generazione di città fondate dall'Autorità per le nuove comunità urbane.

## Nome
Il nome fu scelto per immortalare la memoria della "Rivoluzione correttiva", un programma di riforme (ufficialmente solo un cambio di politica) lanciato il 15 maggio 1971 dal presidente Anwar al-Sadat. Ciò comportò l'epurazione dei membri nasseristi del governo e delle forze di sicurezza, spesso considerati filo-sovietici e di sinistra, ottenendo sostegno popolare presentando l'operazione come una continuazione della rivoluzione egiziana del 1952. Allo stesso tempo cambiò radicalmente tiro su questioni di politica estera, economia e ideologia. La rivoluzione correttiva di Sadat incluse anche l'incarcerazione di altre forze politiche in Egitto, inclusi liberali e islamisti.

## Geografia
La città del 15 maggio si trova nel sud-est della città di Helwan.

### Clima
Il sistema di classificazione climatica di Köppen-Geiger classifica il clima cittadino come deserto caldo (BWh), come il resto dell'Egitto. A causa della sua vicinanza a Helwan, ha medie molto simili.
| Mese                | Mesi | Mesi | Mesi | Mesi | Mesi | Mesi | Mesi | Mesi | Mesi | Mesi | Mesi | Mesi | Stagioni | Stagioni | Stagioni | Stagioni | Anno |
| Mese                | Gen  | Feb  | Mar  | Apr  | Mag  | Giu  | Lug  | Ago  | Set  | Ott  | Nov  | Dic  | Inv      | Pri      | Est      | Aut      | Anno |
| ------------------- | ---- | ---- | ---- | ---- | ---- | ---- | ---- | ---- | ---- | ---- | ---- | ---- | -------- | -------- | -------- | -------- | ---- |
| T. max. media (°C)  | 19,4 | 21,1 | 24,4 | 29,2 | 33,6 | 35,4 | 35,9 | 35,5 | 32,8 | 30,8 | 26,1 | 21,2 | 20,6     | 29,1     | 35,6     | 29,9     | 28,8 |
| T. min. media (°C)  | 13,8 | 14,9 | 17,7 | 21,5 | 25,5 | 27,8 | 28,7 | 28,6 | 26,4 | 24,4 | 20,3 | 15,6 | 14,8     | 21,6     | 28,4     | 23,7     | 22,1 |
| Precipitazioni (mm) | 4    | 3    | 2    | 1    | 0    | 0    | 0    | 0    | 0    | 0    | 2    | 5    | 12       | 3        | 0        | 2        | 17   |

## Formazione scolastica
La città ha un gruppo di scuole come la scuola El Mostaqbal.

### Istruzione superiore
L'Istituto Superiore di Ingegneria è la più importante fondazione educativa della città.

## Religione
La città ha un gruppo di moschee come:
- Masjid al Jafari
- Aly Ibn Aby Taleb
- Moschea di Mostafà
- Moschea Al Fardos
- Al Radwan
- Masjid El-Nour

E due chiese:
- Chiesa di San Marco
- Chiesa di Santa Vergine Maria e Sant'Atanasio